# Tsougounia
Tsougounia (auch: Sougounia) ist ein Dorf im Arrondissement Zinder V der Stadt Zinder in Niger.

## Geographie
Das von einem traditionellen Ortsvorsteher (chef traditionnel) geleitete Dorf befindet sich südöstlich des Stadtzentrums im ländlichen Gemeindegebiet von Zinder, der Hauptstadt der gleichnamigen Region Zinder. Die Nachbardörfer von Tsougounia sind Garin Gona im Nordwesten, Baouchéri im Osten und Tambari Dan Kabao hinter dem Weiler Gabassa Tinaou im Westen.
Wie im gesamten Gemeindegebiet von Zinder herrscht das Klima der Sahelzone vor, mit einer durchschnittlichen jährlichen Niederschlagsmenge zwischen 300 und 400 mm. Das Grundwasser liegt in einer Tiefe von 25 bis 45 Metern.

## Geschichte
In den Jahren 2000 bis 2002 erkrankten sieben Einwohner nach Infektionen durch den Guineawurm.

## Bevölkerung
Bei der Volkszählung 2012 hatte Tsougounia 1824 Einwohner, die in 287 Haushalten lebten. Bei der Volkszählung 2001 betrug die Einwohnerzahl 780 in 140 Haushalten.

## Wirtschaft und Infrastruktur
Es gibt eine Schule im Dorf.